# Sidney Lanier

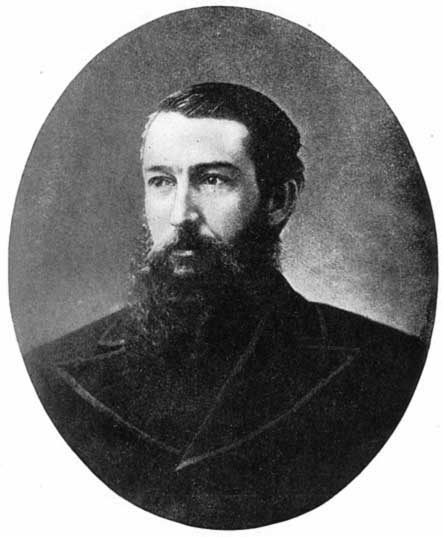
Sidney Lanier

Sidney Clopton Lanier (* 3. Februar 1842 in Macon, Georgia; † 7. September 1881 in Lynn, North Carolina) war ein US-amerikanischer Dichter und Musiker. Er galt neben Edgar Allan Poe als der bekannteste amerikanische Dichter des 19. Jahrhunderts.

## Leben und Wirken

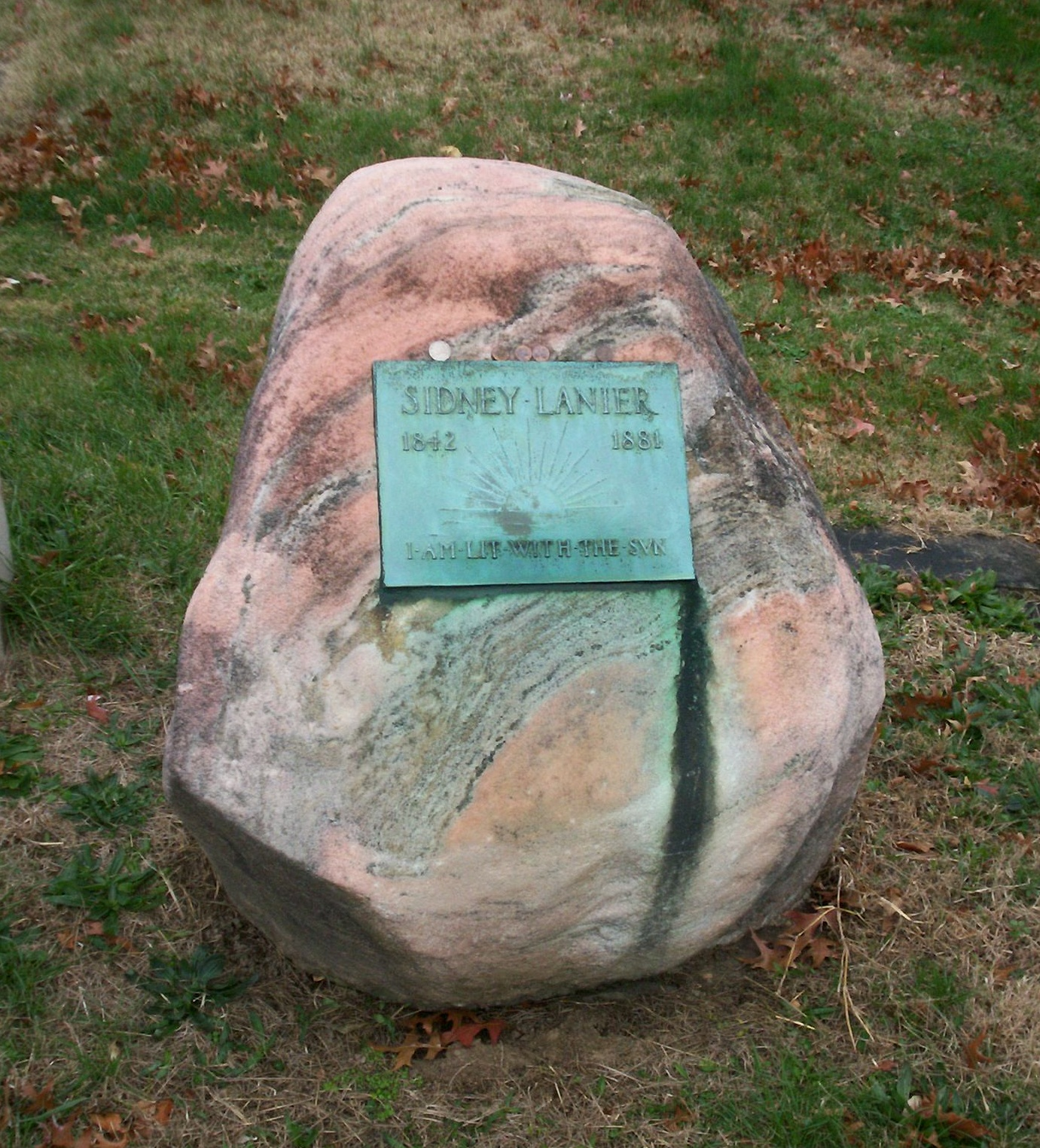
Laniers Grab in Baltimore

Sidney Lanier war der Sohn des Richters Robert Sampson Lanier, mit hugenottischen Vorfahren, und seiner aus Schottland stammenden Ehefrau Mary Jane Anderson. Er studierte ab 1856 an der Oglethorpe University in Atlanta und war später bis zum Ausbruch des Amerikanischen Bürgerkriegs als Tutor tätig.
Im Frühjahr 1861 meldete er sich freiwillig in den Dienst der Konföderierten. 1864 wurde Lanier von Soldaten der Unionsarmee gefangen genommen und für fünf Monate im Gefängnis von Point Lookout, Florida, inhaftiert. Während seiner Wanderschaft in die Heimat erkrankte er an Tuberkulose, an deren Folgen er später immer wieder litt und die letztendlich seinen frühen Tod verursachte.
Nach dem Krieg arbeitete Lanier zuerst als Anwalt in der Kanzlei seines Vaters. Später war er in Alabama und Texas als Tutor, Lehrer und Rechtsanwalt tätig, schrieb nebenbei Romane und Gedichte und verdingte sich als Flötenspieler. Im Jahr 1867 heiratete er seine Jugendliebe Mary Day; aus dieser Ehe gingen vier Söhne hervor. Seine ersten Gedichte wurden im Jahr 1869 veröffentlicht. Seinen ersten Roman über seine Erlebnisse im Krieg schrieb er innerhalb von drei Wochen. Gemeinsam mit John Greenleaf Whittier wurde ihm am Unabhängigkeitstag 1876 die Ehre zuteil, die offizielle Hundertjahrfeier mit einem eigens komponierten Gedicht zu eröffnen. Im Oktober 1877 zog er nach Baltimore und verdiente sein Lebensunterhalt mit Vorlesungen über englische Literatur. Zwei Jahre später wurde er Dozent an der Johns Hopkins University.
Durch seinen schlechten Gesundheitszustand zog er mit seiner Familie in die Berge von North Carolina. Sidney Lanier starb am 7. September 1881 in Lynn. Nach seinem Tod stieg sein Bekanntheitsgrad stetig an und am 7. August 1920 wurde ihm zu Ehren der 155. County von Georgia in Lanier County benannt.
Auch zwei Seen tragen seinen Namen: einer nordöstlich von Atlanta, ein anderer im Tryon County (North Carolina). Die 2003 erbaute Sidney Lanier Bridge in Brunswick, Georgia, trägt seinen Namen.

## Werke (Auswahl)
- 1867 Tiger Lilies (Roman)
- 1875 Corn
- 1877 The Song of the Chattahoochee (Gedichte)
- 1879 The Marshes of Glynn
- 1880 Science of English Verse
- 1880 Sunrise
- 1883 The English Novel
- 1889 Letters of Sidney Lanier 1866–1881 (Briefe)
- 1902 Shakspere [sic] and his Forerunners